# Venezuela (Kuba)
Venezuela ist ein Municipio und eine Stadt in der kubanischen Provinz Ciego de Ávila.
Das Municipio hat 28.470 Einwohner auf einer Fläche von 676 km², was einer Bevölkerungsdichte von 42 Einwohnern pro Quadratkilometer entspricht.